# Midwest League
Midwest League es una liga de béisbol profesional de Estados Unidos que forma parte de las Ligas Menores, categoría Clase A (Media). Cada equipo está afiliado a otro de las Grandes Ligas con el fin de fomentar el desarrollo de beisbolistas para el posterior ingreso a las mayores.
La Liga del Medioeste tiene sus orígenes en 1947 cuando se establece la Illinois State League, categoría Clase D compuesta por seis equipos, pero dos años más tarde se decide renombrar como Mississippi-Ohio Valley League debido al cambio de una franquicia a Kentucky. En 1954 ingresan otras dos franquicias de Iowa y se comienza a discutir la posibilidad de cambio de nombre, que finalmente se concreta en 1956 como Midwest League. En 1961 con la desaparición de la Illinois-Indiana-Iowa League ingresan varios equipos a la Liga del Medioeste, un año después es promovida a categoría A. En 1976 la liga se redujo de 10 a 8 equipos con la salida de los conjuntos de Danville and Dubuque, pero en 1982 vuelve a aumentar el número de franquicias estableciéndose un total de 12. Luego en 1988 se alcanzó el máximo apogeo de la Liga cuando se produce una nueva expansión, aceptando dos equipos, pero en la década de 1990 dos de estos se retiraron.
En 2007 logró reunir 3.530.410 espectadores en los estadios, con un promedio de 3500 asistentes por juego.

## Equipos actuales
| División | Equipo                    | Afiliación en MLB             | Ciudad                  | Estadio                                       | Capacidad   |
| -------- | ------------------------- | ----------------------------- | ----------------------- | --------------------------------------------- | ----------- |
| Este     | Bowling Green Hot Rods    | Tampa Bay Rays                | Bowling Green, Kentucky | Bowling Green Ballpark                        | 5.700       |
| Este     | Dayton Dragons            | Cincinnati Reds               | Dayton, Ohio            | Fifth Third Field                             | 8.200       |
| Este     | Fort Wayne TinCaps        | San Diego Padres              | Fort Wayne, Indiana     | Parkview Field                                | 6.500-9.000 |
| Este     | Great Lakes Loons         | Los Angeles Dodgers           | Midland, Míchigan       | Dow Diamond                                   | 5.500       |
| Este     | Lake County Captains      | Cleveland Indians             | Eastlake, Ohio          | Classic Park                                  | 7.273       |
| Este     | Lansing Lugnuts           | Toronto Blue Jays             | Lansing, Míchigan       | Oldsmobile Park                               | 11.000      |
| Este     | South Bend Silver Hawks   | Arizona Diamondbacks          | South Bend, Indiana     | Stanley Coveleski Regional Stadium            | 5.000       |
| Este     | West Michigan Whitecaps   | Detroit Tigers                | Comstock Park, Míchigan | Fifth Third Ballpark                          | 11.123      |
| Oeste    | Beloit Snappers           | Minnesota Twins               | Beloit, Wisconsin       | Harry C. Pohlman Field                        | 3.501       |
| Oeste    | Burlington Bees           | Kansas City Royals            | Burlington, Iowa        | Community Field                               | 3500        |
| Oeste    | Cedar Rapids Kernels      | Los Angeles Angels of Anaheim | Cedar Rapids, Iowa      | Veterans Memorial Stadium                     | 5.300       |
| Oeste    | Clinton LumberKings       | Seattle Mariners              | Clinton, Iowa           | Alliant Energy Field                          | 4.000       |
| Oeste    | Kane County Cougars       | Oakland Athletics             | Geneva, Illinois        | Philip B. Elfstrom Stadium                    | 7.400       |
| Oeste    | Peoria Chiefs             | Chicago Cubs                  | Peoria, Illinois        | O'Brien Field                                 | 7.377       |
| Oeste    | Quad Cities River Bandits | St. Louis Cardinals           | Davenport, Iowa         | Modern Woodmen Park                           | 4.024       |
| Oeste    | Wisconsin Timber Rattlers | Milwaukee Brewers             | Grand Chute, Wisconsin  | Time Warner Cable Field at Fox Cities Stadium | 5.500       |

## Historial
| - 1947 Belleville (Illinois) - 1948 West Frankfort (Illinois) - 1949 Paducah - 1950 Final anulada - 1951 Danville - 1952 Decatur - 1953 Decatur - 1954 Danville - 1955 Dubuque - 1956 Paris (Illinois) - 1957 Decatur - 1958 Waterloo - 1959 Waterloo - 1960 Waterloo - 1961 Quincy - 1962 Dubuque - 1963 Clinton - 1964 Fox Cities - 1965 Burlington - 1966 Fox Cities |  | - 1967 Appleton - 1968 Quad City - 1969 Appleton - 1970 Quincy - 1971 Quad City - 1972 Danville - 1973 Wisconsin Rapids - 1974 Danville - 1975 Waterloo - 1976 Waterloo - 1977 Burlington - 1978 Appleton - 1979 Quad City - 1980 Waterloo - 1981 Wausau - 1982 Appleton - 1983 Appleton - 1984 Appleton - 1985 Kenosha - 1986 Waterloo |  | - 1996 West Michigan Whitecaps - 1997 Lansing - 1998 West Michigan Whitecaps - 1999 Burlington - 2000 West Michigan Whitecaps - 2001 Kane County - 2002 Peoria - 2003 Lansing - 2004 West Michigan Whitecaps - 2005 South Bend - 2006 West Michigan Whitecaps - 2007 West Michigan Whitecaps - 2008 Burlington - 2009 Fort Wayne - 2010 Lake County - 2011 Quad Cities River Bandits - 2012 Wisconsin - 2013 Quad Cities River Bandits - 2014 Kane County Cougars - 2015 West Michigan Whitecaps - 2016 Great Lakes Loons - 2017 Quad Cities River Bandits |